# Palais de l'Industrie

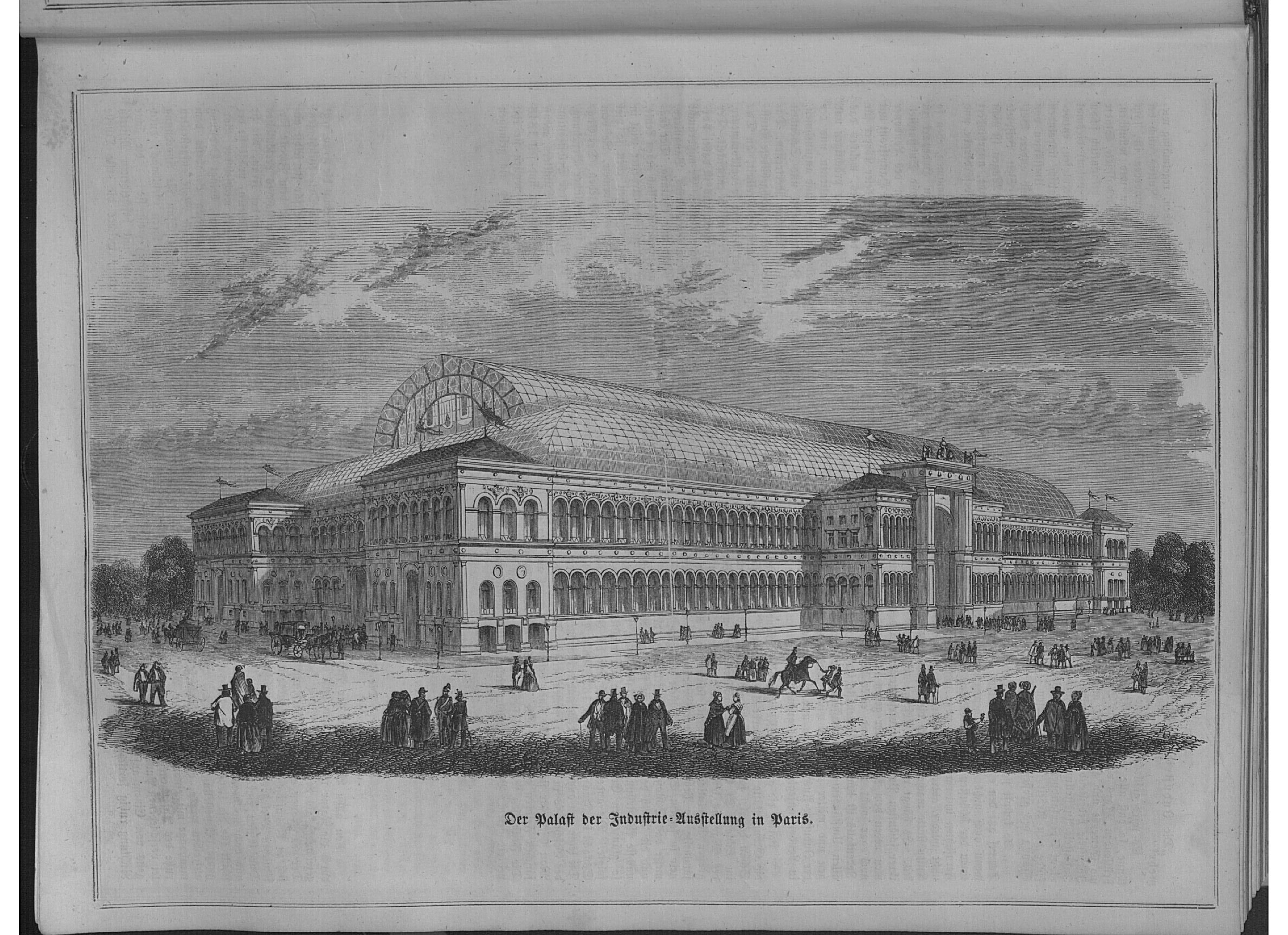
Průmyslový palác

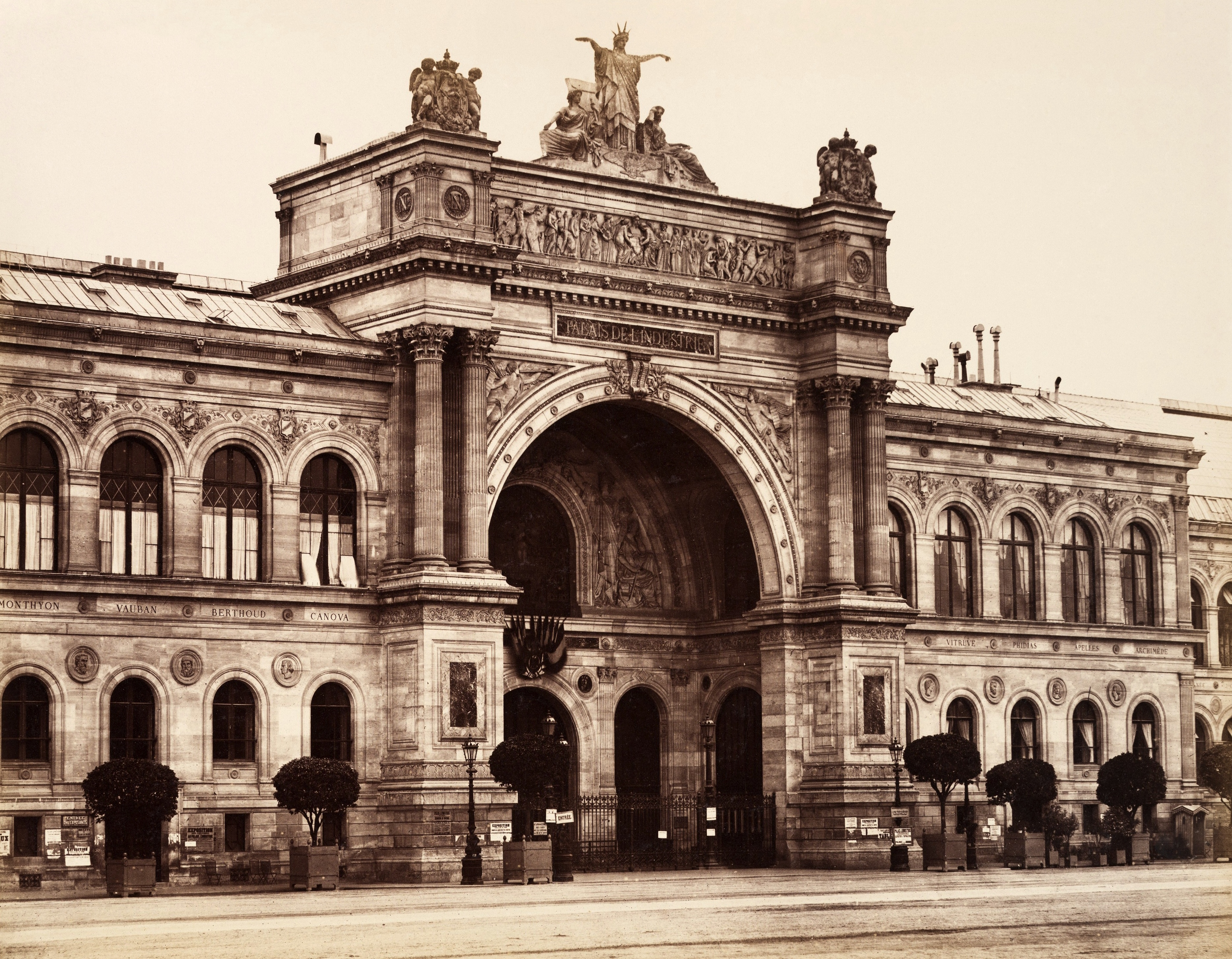
Palais d'Industrie, Édouard Baldus

Palais de l'Industrie (celým názvem Palais de l'Industrie et des Beaux-arts neboli Palác průmyslu a výtvarných umění) byl výstavní pavilon postavený pro světovou výstavu v roce 1855 v Paříži. Jeho autory byli architekt Victor Viel a inženýr Alexis Barrault. Palác se nacházel na Avenue des Champs-Élysées a v letech 1896–1897 byl zbořen.

## Historie
Pavilon otevřel 15. května 1855 císař Napoleon III. Palác se stal symbolem výstavy, tak jako byl Křišťálový palác symbolem světové výstavy roku 1851 v Londýně. Oficiálně se sice nazýval Palác průmyslu a výtvarných umění, ale samotná výstava výtvarných umění se konala v okolních pavilonech. Tento palác byl určen k prezentaci technických vynálezů a řemesel. Sloužil také při slavnostní inauguraci a při udílení medailí 15. listopadu 1855, kterého se zúčastnilo asi 40.000 hostů a účinkoval orchestr pod vedením Hectora Berlioze.
Na rozdíl od většiny staveb postavených pro výstavu, včetně londýnského Křišťálového paláce, byl Průmyslový palác určen k výstavním účelům i po skončení světové výstavy.
Pavilon sloužil při světových výstavách v letech 1855, 1878 a 1889 a byl používán i pro umělecké výstavy v letech 1857-1897, pro zemědělské a zahradnické výstavy, koňské přehlídky, festivaly a jiné slavnostní příležitosti.
S demolicí stavby ze započalo v roce 1896, aby uvolnila prostor pro výstavní pavilony Petit Palais a Grand Palais pro světovou výstavu roku 1900. Jeho odstraněním vznikla urbanistická osa vedoucí od Invalidovny přes Pont Alexandre III až po Elysejský palác.

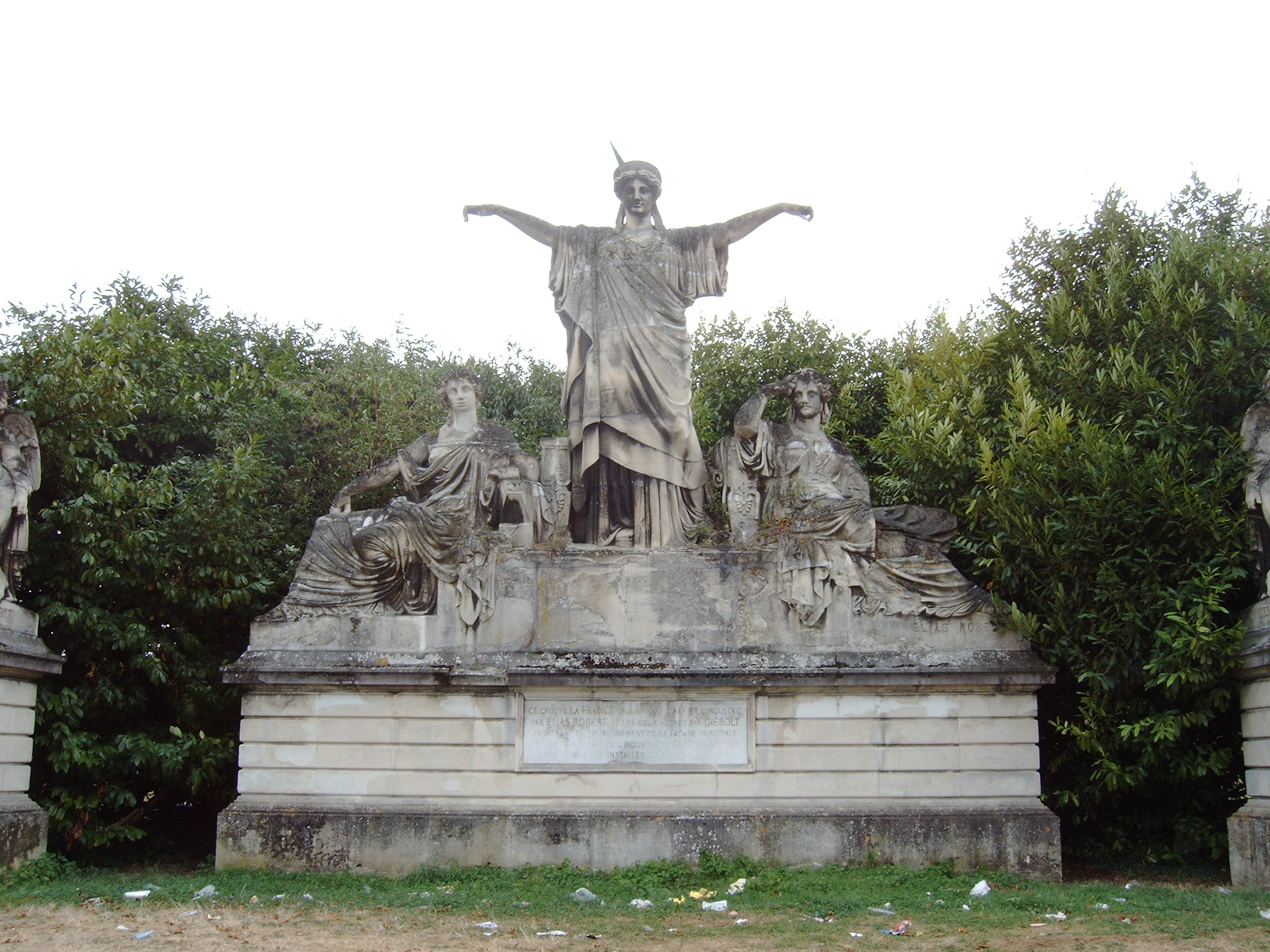
Sousoší dochované v Saint-Cloud

## Popis
Palác byl postaven podél Champs-Élysées u Avenue de Marigny na místě pozemku, které město Paříž v roce 1852 přenechalo státu pro tuto příležitost.
Jednalo se o stavbu charakteristickou pro toto období, tj. ze železa a skla s kamennou fasádou. Palác měl průčelí o délce 208 m zdobené uprostřed portikem s triumfálním obloukem, který se otevíral do velké střední lodi. K hlavní stavbě přiléhaly čtyři rohové pavilony. Fasáda byla tvořena dvěma řadami arkád. Se svými 47 metry šířky (108 m včetně Haly strojů) stavba zabírala plochu přes dva hektary. Byla 35 metrů vysoká a měla 408 oken. Vrchní římsa nad portikem byla zdobena alegorickým sousoším Éliase Roberta nazvaným Francie korunující Umění a Průmysl (La France couronnant l'Art et l'Industrie), obklopené císařskými symboly, tj. orlem v kartuši drženými dětmi (autor Georges Diebolt). Toto sousoší bylo po demolici paláce přeneseno do veřejného parku v Saint-Cloud. Průmyslový palác byl spojen přes rotundu, zvanou Panorama s dalším výstavním pavilonem – Halou strojů (Galerie des machines), dlouhou 1200 metrů a 17 metrů vysokou, která stála podél Seiny.